# Amyema polillensis
Amyema polillensis är en tvåhjärtbladig växtart som beskrevs av Danser. Amyema polillensis ingår i släktet Amyema och familjen Loranthaceae. Inga underarter finns listade i Catalogue of Life.